# レイズ・ヴァイブレーション
『レイズ・ヴァイブレーション』（Raise Vibration）は、レニー・クラヴィッツが2018年に発表した11作目のスタジオ・アルバム。

## 背景
2018年4月17日付の『ローリング・ストーン』誌のインタビューによれば、2015年のワールド・ツアー終了後、クラヴィッツは曲作りに関してスランプに陥り、当時のことを「ここまでどうすればいいか混乱したことはなかった」と振り返っている。しかし、ある日の朝4時に曲想が浮かんで、すぐに自宅スタジオでラフ・レコーディングを行い、創作意欲を取り戻したという。
収録曲「ロウ」では、マイケル・ジャクソンが生前に録音した肉声が使用された。クラヴィッツは1999年、ジャクソンとのコラボレーション曲「（アイ・キャント・メイク・イット）アナザー・デイ」（ジャクソンの没後の2010年に発売されたアルバム『MICHAEL』に収録）のデモ録音を行っており、本作で使用されたボーカル・パートは、この曲のセッションで録音された未発表音源である。「ジョニー・キャッシュ」はカントリー歌手ジョニー・キャッシュに捧げられた曲で、クラヴィッツは1995年に母を亡くして落ち込んでいた際、キャッシュおよび彼の妻であるジューン・カーター・キャッシュと会い、精神的に支えられたという。「イッツ・イナフ!」は戦争や環境問題などについて言及した曲で、当初はパンク・ロック的な音楽性だったが、娘のゾーイ・クラヴィッツが難色を示したため、カーティス・メイフィールド風のグルーヴ・チューンとなり、クラヴィッツは「彼女が正しかったよ。俺は滑らかなウィスパー・ボイスで歌ってみた。そうしたらよりパワフルになった」と説明している。

## 反響
本作からの先行シングル「ロウ」は、ベルギーのワロン地域では2018年6月30日付のシングル・チャートで初登場43位となり、同年9月22日には最高6位を記録して、19週トップ50入りするヒットとなった。
母国アメリカのBillboard 200では、2018年9月22日に初登場43位となるが、翌週にはトップ200圏外に落ち、『ママ・セッド』（1991年）以降のアルバムとしては初めて、全米トップ40入りを逃す結果となった。一方、ヨーロッパの一部地域では高い人気を維持し、フランスのアルバム・チャートでは初登場3位となり、合計24週にわたりトップ200入りした。また、オランダのアルバム・チャートでは初登場8位となり、同国では『ママ・セッド』以降の全アルバムとも連続でトップ10入りを果たした。

## 評価
Stephen Thomas Erlewineはオールミュージックにおいて5点満点中4点を付け、アルバムの全体像に関して「いつもながらクラヴィッツは、様々な物をかき集める職人としても、プロデューサーとしても卓越しており、彼が尊敬する人々の要素を寄せ集めて、あくまで彼らしいサウンドに結実させている」、「フー・リアリー・アー・ザ・モンスターズ?」に関して「エレクトロ・ファンク・ビートが脈打つ、彼が以前までに試みたことのないサウンドだが、2016年にプリンスが悲劇的な死を遂げたことを考えれば合点がいく」と評している。また、山西絵美は『bounce』2018年10月号において「デビュー25周年に合わせて登場した前作では、原点回帰をテーマに力強いロックンロールを披露していましたが、4年ぶりとなる今作に若作り感は希薄」「堂々と老いを受け入れていまを全力で生きようとする姿に、これまでとは違う色気を感じます」と評している。

## 収録曲
特記なき楽曲は作詞・作曲：レニー・クラヴィッツ。
1. ウィ・キャン・ゲット・イット・オール・トゥゲザー / We Can Get It All Together - 4:40
2. ロウ / Low - 5:19
3. フー・リアリー・アー・ザ・モンスターズ? / Who Really Are the Monsters? - 5:19
  - 作詞：レニー・クラヴィッツ／作曲：レニー・クラヴィッツ、クレイグ・ロス
4. レイズ・ヴァイブレーション / Raise Vibration - 5:27
5. ジョニー・キャッシュ / Johnny Cash - 6:18
6. ヒア・トゥ・ラヴ / Here to Love - 4:42
7. イッツ・イナフ! / It's Enough! - 7:55
8. 5モア・デイズ・ティル・サマー / 5 More Days 'Til Summer - 4:02
9. ザ・マジェスティー・オブ・ラヴ / The Majesty of Love - 5:49
10. ゴールド・ダスト / Gold Dust - 5:08
  - 作詞：レニー・クラヴィッツ／作曲：レニー・クラヴィッツ、クレイグ・ロス
11. ライド / Ride - 5:58
12. アイル・オールウェイズ・ビー・イン・ユア・ソウル / I'll Always Be Inside Your Soul - 4:01

### 日本盤ボーナス・トラック
1. ロウ（デヴィッド・ゲッタ・リミックス） / Low (David Guetta Remix) - 3:30

## 参加ミュージシャン
- レニー・クラヴィッツ - ボーカル、エレクトリック・ギター、アコースティック・ギター、エレクトリック・シタール、ピアノ、ローズ・ピアノ、ハモンドオルガン、クラビネット、ミニ・モーグ、アープ・ストリングアンサンブル、ベース、ドラムス、タンバリン、クロタル、ボンゴ、クラベス、ティンバレス、シンバル、カウベル、カバサ、グロッケンシュピール、チューブラーベル、カスタネット、アゴゴ、マラカス、カリンバ、フット・ストンプ、手拍子
- クレイグ・ロス - エレクトリック・ギター(on #1, #2, #3, #5, #7, #9, #12)、アコースティック・ギター(on #8, #11)、ドラム・プログラミング(on #3)、ピアノ(on #10)、手拍子(on #10)、ミニ・モーグ(on #12)
- デヴィッド・バロン - VCS 3 (on #3, #9)、メロトロン(on #4)、ミニ・モーグ(on #4, #6)、ピアノ(on #6)、ストリングアンサンブル(on #6)、アープ・オムニ(on #8)、OB-Xシンセサイザー(on #9)、シーケンシャル・サーキット プロフェット5(on #10)
- レニー・カストロ - クイーカ(on #2)、コンガ(on #3)
- ハロルド・トッド - サックス(on #2, #3, #7, #9)
- マイケル・シャーマン - サックス(on #2, #7)
- ルドヴィク・ルイ - トランペット(on #2, #7)
- クリスチャン・マルティネス - トランペット(on #2, #5)
- Eric Giausserand - トランペット(on #2, #5)
- ジャン＝クリストフ・ヴィライン、マーク・ロジャー、フィリップ・アンリ - トロンボーン(on #2, #5)
- バートランド・デュボス、カリム・ストラム、ピエール・レモンディエール - フレンチ・ホルン(on #2, #5)
- タイラー・サスマン - ディジュリドゥ(on #1)
- Christophe Bruckert, Christophe Guiot, Claire Hazera, Cécile Bourcier, David Galoustov, David Rivière, Johann Renard, Line Kruze, Patrice Mondon, Sébastien Surel, Yue Zhang - ヴァイオリン(on #2, #5, #7, #8)
- Benachir Boukhatem, Fanny Coupé, Jean-Michel Lenert, Oyhar Melikishvili - ヴィオラ(on #2, #5, #7, #8)
- Florence Hennequin, Jean-Philippe Audin, Jeremy Bourré, Mimi Brundin - チェロ(on #2, #5, #7, #8)
- Marthe Moinet, Vincent Pasquier - コントラバス(on #2, #5, #7, #8)
- ジョージ・ラクス - オーケストラ(on #10)
- マイケル・ジャクソン - バックグラウンド・ボーカル(on #2)
- Lysa Aya Trenier - ドローン(on #2)
- Michael Andrews, Michael Bellanger, Sam Lopez - ネイティブ・アメリカン・ボーカル&ドラムス(on #4)
- Carmer Carter, Fred White, Jason Morales, John Fluker, Kennya Ramsey, Makeda Francisco, Nikko Lowe, Nikisha Grier-Daniel, Tiffany Smith, Tim Kepler, Valerie Pinkston, Will Wheaton - クワイア(on #6)
- Alix Jones Bragg, Deanna Levitt, Ella Davis Bragg, Katelyn Cambridge, Kyra Courtemanche, Nicole Gamma, Petagay Hollinsed-Hartman - バックグラウンド・ボーカル(on #8)
- ミゲル - 手拍子(on #10)